# Восточное общество товарных складов
Восточное общество товарных складов (ВОТС) — крупная акционерная компания дореволюционной России. Полное наименование — Восточное общество товарных складов, страхования и транспортирования товаров с выдачей ссуд. Правление компании размещалось в Санкт-Петербурге.

## История

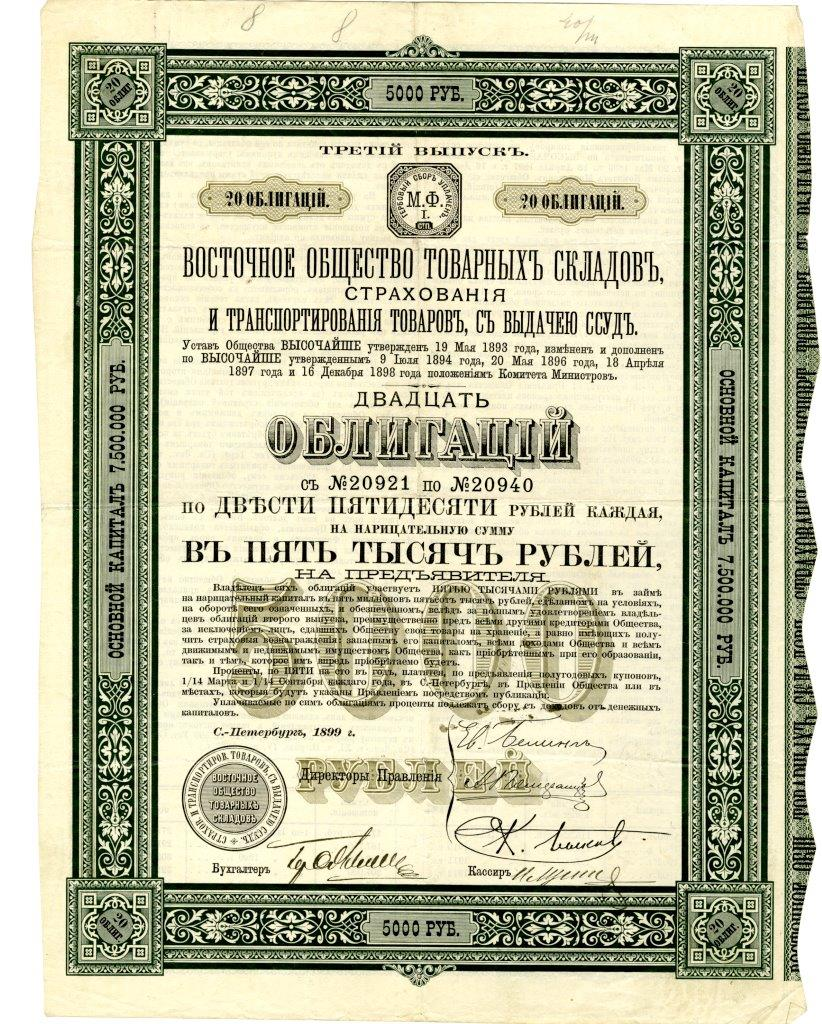
20 облигаций третьего выпуска в 250 руб. каждая на общую сумму в 5 тыс. руб. на предъявителя Восточного общества товарных складов, страхования и транспортирования товаров, с выдачею ссуд. С.-Петербург, 1899 г.

Как сказано в 1-м параграфе I Отдела Высочайше утвержденного 19 мая 1893 г. Устава ВОТС: 

«Акционерное общество под наименованием „Восточное общество товарных складов и транспортирования товаров с выдачей ссуд“ имеет целью: а) учреждение складов для приема на хранение товаров, с выдачею складочных и закладных свидетельств[..] б) транспортирование в России и за границу товаров, как по водяным путям сообщения, так и по железным, шоссейным и грунтовым дорогам; в) исполнение комиссионных поручений по продаже товаров; г) выдачу ссуд под товары, принятые Обществом для транспортирования на хранение и комиссию, а равно под выдаваемые Обществом складочные и закладные свидетельства»
В Примечании к Уставу говорится, что учредителями Общества являлись отставной подполковник Андрей Александрович Померанцев и отставной Губернский секретарь Владимир Павлович Зуров.
Восточное общество товарных складов осуществляло грузовые и пассажирские перевозки в акватории Волги и Каспийского моря, страхование грузов и их прием на хранение, выдачу ссуд под товары, принятые на перевозку или хранение, а также занималось продажей нефтепродуктов. В 1903 г. основной капитал компании составлял 7,5 млн руб, чистая прибыль — 447 тыс. руб. Кроме многочисленных складов для хранения нефти и сухих грузов обществу принадлежало 1787 вагонов-цистерн. Одним из членом Правления компании, которое возглавлял В. П. Зуров, являлся Алексей Иванович Путилов, видный русский промышленник и финансист, внучатый племянник известного предпринимателя и владельца завода в С.Петербурге — Николая Ивановича Путилова. В 1907 г. за успехи в своей деятельности фирма была награждена золотой медалью на международной выставке в Бордо (Франция). К началу 1910-х гг. уже при новом составе Правления под председательством В. П. Литвинова-Фалинского, в состав которого входил крупнейший нефтяной магнат России XX в. Степан Георгиевич Лианозов, Обществу принадлежало: на Каспийском море 40 паровых судов, 28 барж (в том числе 7 железных); на Волге 30 пароходов, 37 железных и 64 деревянных барж, а также 5 товарно-пассажирских теплохода. В Дюрт-Алтыне (близ Астрахани) общество владело механическими мастерскими и жилым поселком для рабочих и их семей с больницей, аптекой и школой. Основной капитал ВОТС составлял 7 687 500 руб., баланс — 45 881 759 руб., прибыль — 613 346 руб.
Восточное общество товарных складов, как самостоятельная компания, прекратило свое существование за несколько лет до октябрьских событий 1917 г., что было вызвано последовавшим объединением с акционерным обществом «Кавказ и Меркурий».